# Pierrepont (Aisne)
Pour les articles homonymes, voir Pierrepont.
Pierrepont est une commune française située dans le département de l'Aisne, en région Hauts-de-France.

## Géographie
- 1Carte dynamique
- 2Carte OpenStreetMap
- 3Carte topographique
- 4Carte avec les communes environnantes

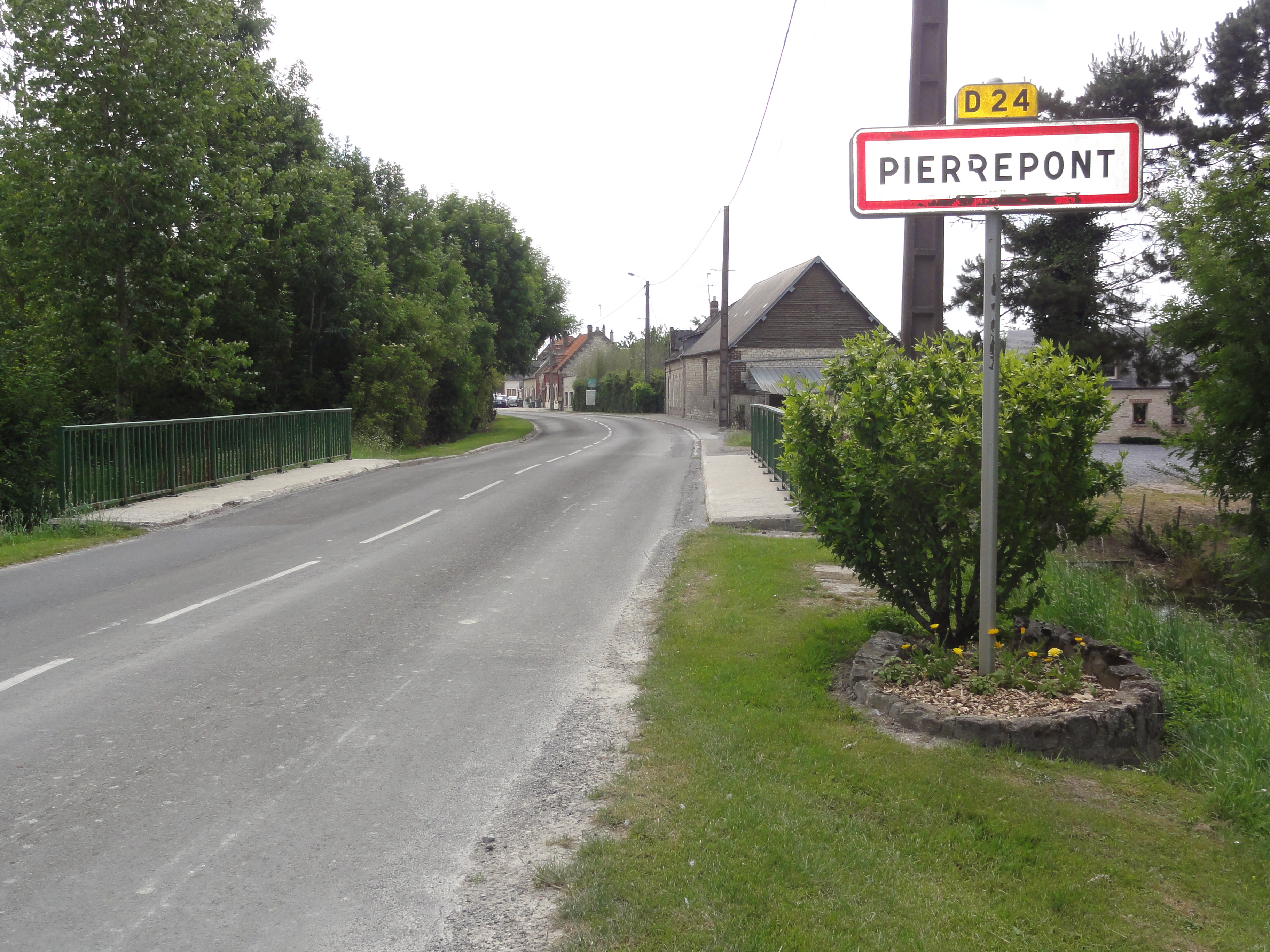
Entrée de l'agglomération.
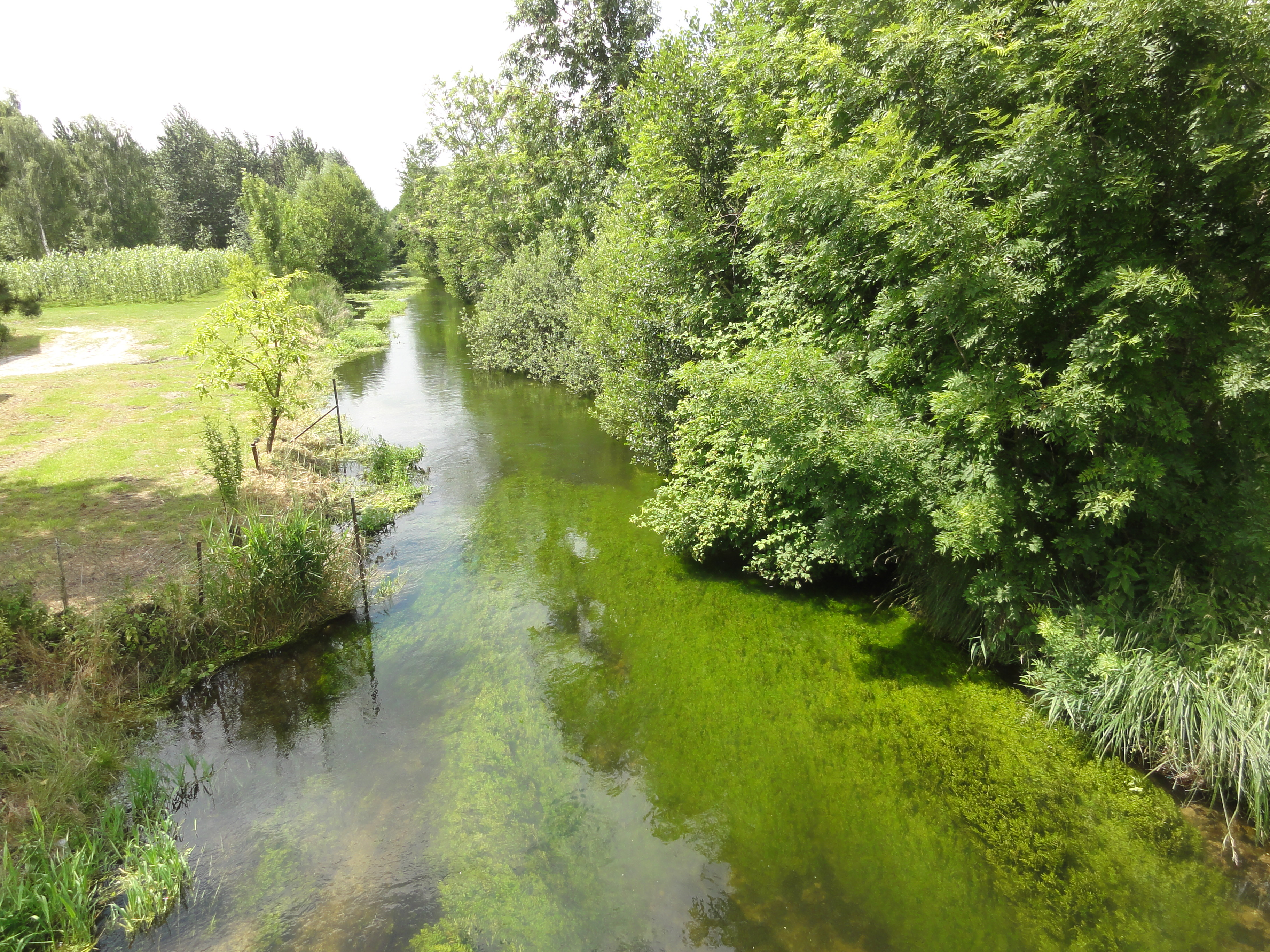
La Souche à Pierrepont.
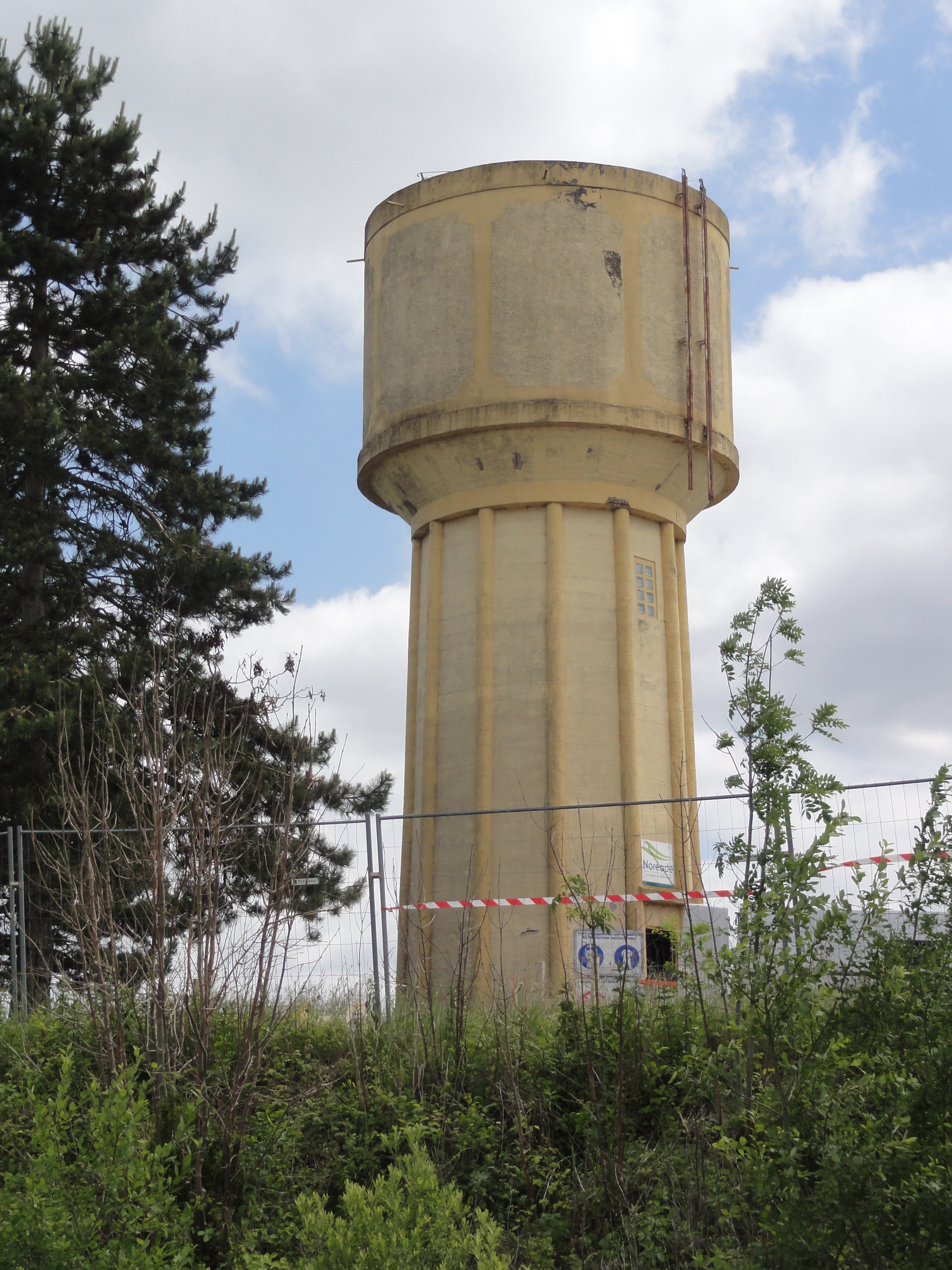
Château d'eau.

### Communes limitrophes
Le territoire de la commune est limitrophe de ceux de quatre communes :
|                 | Vesles-et-Caumont    |            |
| Grandlup-et-Fay | Pierrepont           | Mâchecourt |
|                 | Missy-lès-Pierrepont |            |

### Hydrographie
La commune est située dans le bassin Seine-Normandie. Elle est drainée par la Souche, la Buze, le cours d'eau 01 de la commune de Pierrepont et le cours d'eau 01 de la Vallée Macaire,,.
La Souche, d'une longueur de 32 km, prend sa source dans la commune de Sissonne et se jette  dans la Serre à Crécy-sur-Serre, après avoir traversé douze communes.
La Buze, d'une longueur de 20 km, prend sa source dans la commune de Courtrizy-et-Fussigny et se jette  dans la Souche sur la commune, après avoir traversé dix communes.

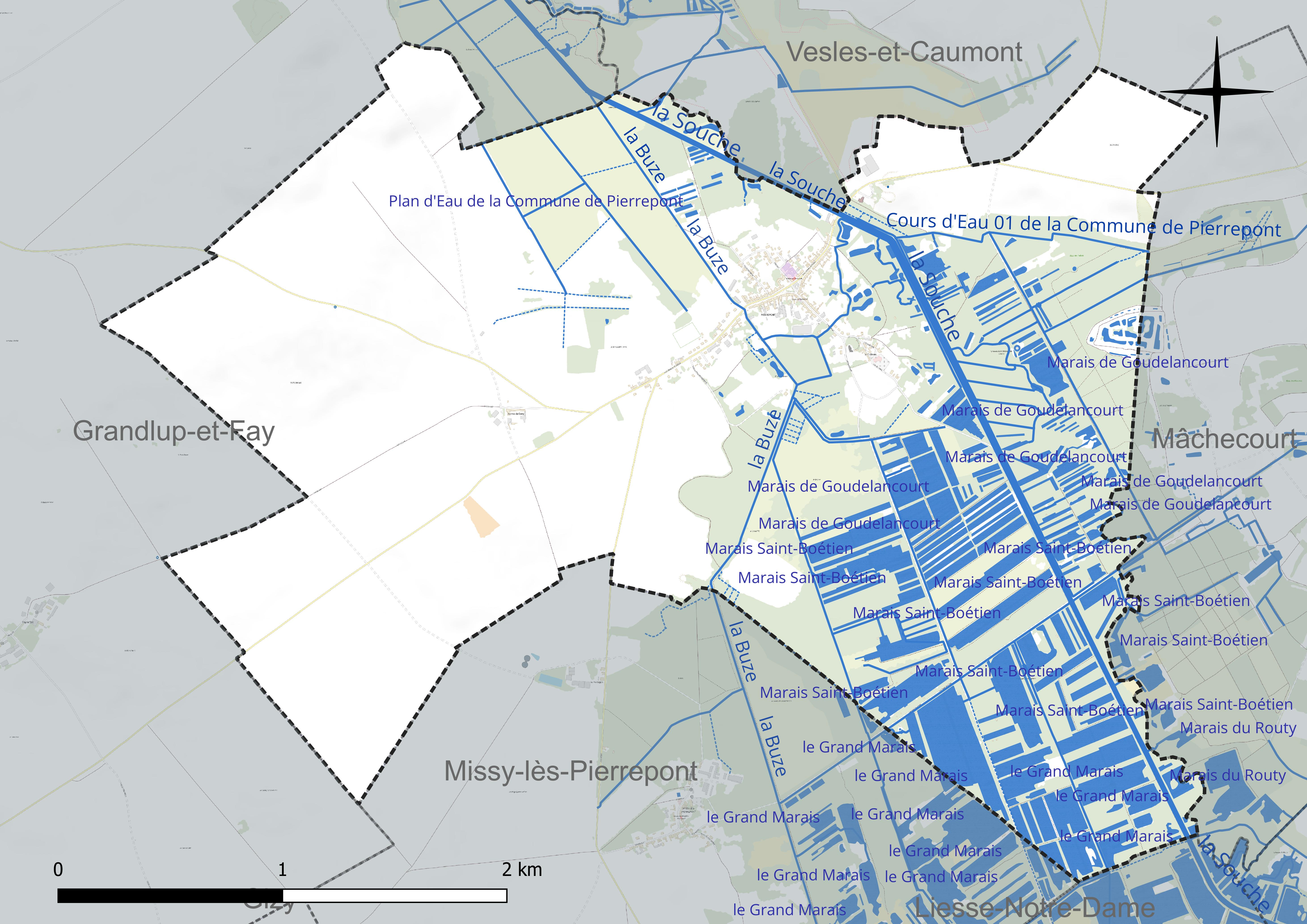
Réseau hydrographique de Pierrepont.

Cinq plans d'eau complètent le réseau hydrographique : le Grand Marais, d'une superficie totale de 18,4 ha (9,7 ha sur la commune), le marais de Goudelancourt (3,2 ha), le marais du Routy (0,9 ha), le marais Saint-Boétien, d'une superficie totale de 10,1 ha (9,7 ha sur la commune) et le plan d'eau de la commune de Pierrepont (0,7 ha),.

### Climat
Pour des articles plus généraux, voir Climat des Hauts-de-France et Climat de l'Aisne.
En 2010, le climat de la commune est de type climat océanique dégradé des plaines du Centre et du Nord, selon une étude du CNRS s'appuyant sur une série de données couvrant la période 1971-2000. En 2020, Météo-France publie une typologie des climats de la France métropolitaine dans laquelle la commune est exposée à un climat océanique altéré et est dans la région climatique Nord-est du bassin Parisien, caractérisée par un ensoleillement médiocre, une pluviométrie moyenne régulièrement répartie au cours de l'année et un hiver froid (3 °C).
Pour la période 1971-2000, la température annuelle moyenne est de 10,2 °C, avec une amplitude thermique annuelle de 15 °C. Le cumul annuel moyen de précipitations est de 725 mm, avec 11,8 jours de précipitations en janvier et 9,1 jours en juillet. Pour la période 1991-2020, la température moyenne annuelle observée sur la station météorologique la plus proche, située sur la commune de Gizy à 6 km à vol d'oiseau, est de 11,0 °C et le cumul annuel moyen de précipitations est de 724,1 mm,. Pour l'avenir, les paramètres climatiques de la commune estimés pour 2050 selon différents scénarios d'émission de gaz à effet de serre sont consultables sur un site dédié publié par Météo-France en novembre 2022.

## Urbanisme

### Typologie
Au 1er janvier 2024, Pierrepont est catégorisée commune rurale à habitat dispersé, selon la nouvelle grille communale de densité à 7 niveaux définie par l'Insee en 2022.
Elle est située hors unité urbaine. Par ailleurs la commune fait partie de l'aire d'attraction de Laon, dont elle est une commune de la couronne,. Cette aire, qui regroupe 106 communes, est catégorisée dans les aires de 50 000 à moins de 200 000 habitants,.

### Occupation des sols
L'occupation des sols de la commune, telle qu'elle ressort de la base de données européenne d'occupation biophysique des sols Corine Land Cover (CLC), est marquée par l'importance des territoires agricoles (52,8 % en 2018), en diminution par rapport à 1990 (53,8 %). La répartition détaillée en 2018 est la suivante : terres arables (45,6 %), zones humides intérieures (16,4 %), forêts (15,6 %), eaux continentales (7,8 %), zones urbanisées (4,8 %), prairies (4,2 %), zones agricoles hétérogènes (2,9 %), milieux à végétation arbustive et/ou herbacée (2,6 %).
L'évolution de l'occupation des sols de la commune et de ses infrastructures peut être observée sur les différentes représentations cartographiques du territoire : la carte de Cassini (XVIIIe siècle), la carte d'état-major (1820-1866) et les cartes ou photos aériennes de l'IGN pour la période actuelle (1950 à aujourd'hui).

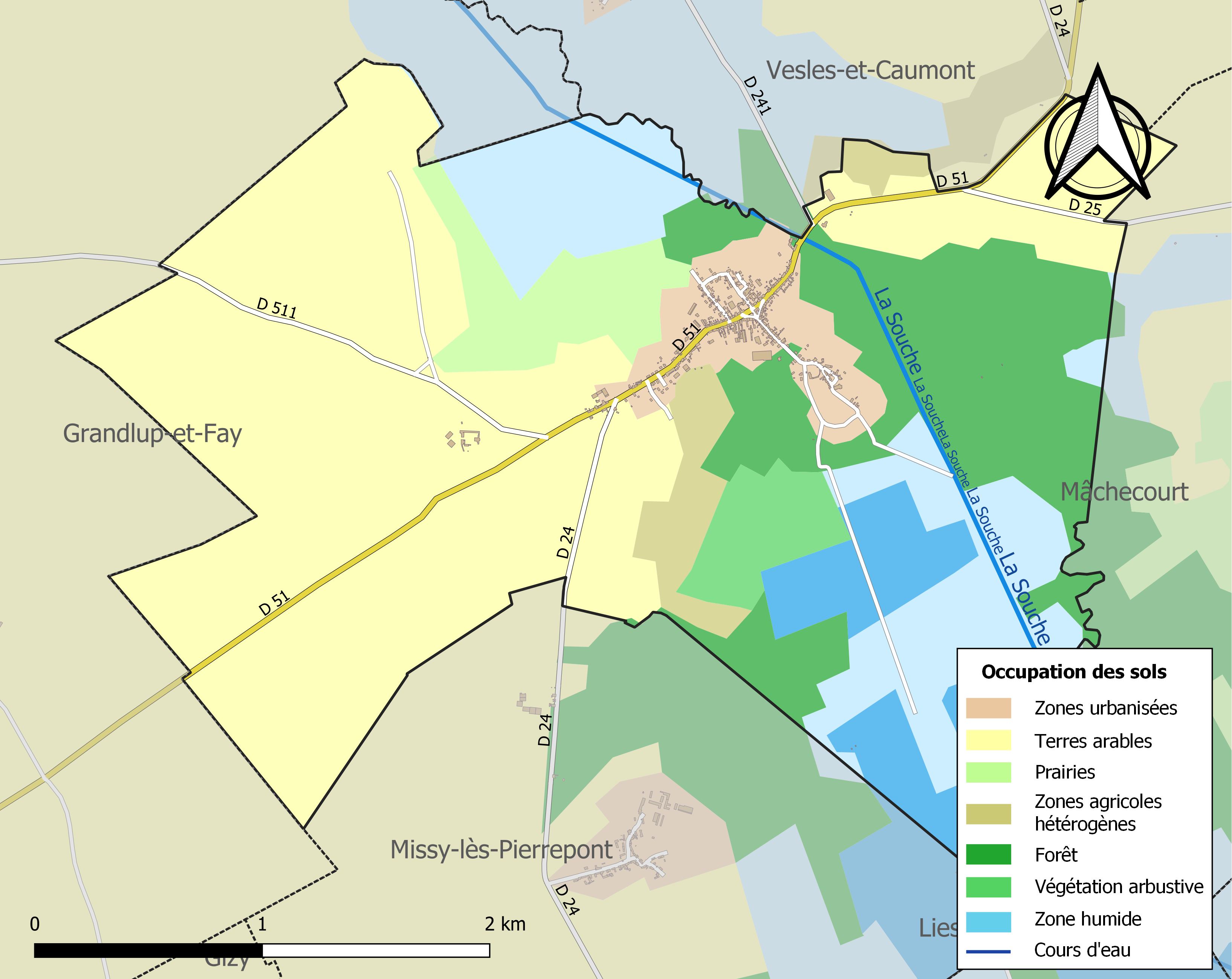
Carte de l'occupation des sols de la commune en 2018 (CLC).

## Toponymie
Le nom de la localité est attesté sous les formes Castrum Petræpontis en 938 ; Petrepont en 1165 ; Pierepont en 1252 ; Pierpont en 1644.
Le type toponymique Pierrepont, qui n'a aucun sens en français moderne dans la mesure où l'élément Pierre représente bien le matériau utilisé pour la construction du pont, est caractéristique des régions dialectales d'oïl septentrional, c'est un calque du germanique *steinaz-*brugjǭ « pont de pierre » cf.  Steinbrücken (Allemagne).

## Histoire
En 938, Hugues le Grand, Herbert II de Vermandois et Gilbert de Lorraine mettent le siège devant Pierrepont, place forte du roi Louis IV d'Outremer et la prennent.
Une des maisons féodales qui tinrent le comté de Roucy possédaient la seigneurie de Pierrepont.

## Politique et administration

### Découpage territorial
La commune de Pierrepont est membre de la communauté de communes du Pays de la Serre, un établissement public de coopération intercommunale (EPCI) à fiscalité propre créé le 17 décembre 1992 dont le siège est à Crécy-sur-Serre. Ce dernier est par ailleurs membre d'autres groupements intercommunaux.
Sur le plan administratif, elle est rattachée à l'arrondissement de Laon, au département de l'Aisne et à la région Hauts-de-France. Sur le plan électoral, elle dépend du  canton de Marle pour l'élection des conseillers départementaux, depuis le redécoupage cantonal de 2014 entré en vigueur en 2015, et de la troisième circonscription de l'Aisne  pour les élections législatives, depuis le dernier découpage électoral de 2010.

### Administration municipale
| Période                                  | Période                    | Identité       | Étiquette | Qualité                                                 |
| ---------------------------------------- | -------------------------- | -------------- | --------- | ------------------------------------------------------- |
| Les données manquantes sont à compléter. |                            |                |           |                                                         |
| mars 1996                                | mars 2001                  | Marcel Autekie |           |                                                         |
| mars 2001                                | mars 2008                  | Jean Degremont |           |                                                         |
| mars 2008                                | mars 2014                  | Angéla Marival | DVG       |                                                         |
| mars 2014                                | En cours (au 20 juin 2020) | Cédric Mereau  |           | Représentant de commerce Réélu pour le mandat 2020-2026 |

## Démographie
L'évolution du nombre d'habitants est connue à travers les recensements de la population effectués dans la commune depuis 1793. Pour les communes de moins de 10 000 habitants, une enquête de recensement portant sur toute la population est réalisée tous les cinq ans, les populations de référence des années intermédiaires étant quant à elles estimées par interpolation ou extrapolation. Pour la commune, le premier recensement exhaustif entrant dans le cadre du nouveau dispositif a été réalisé en 2008.

En 2022, la commune comptait 336 habitants, en évolution de −12,95 % par rapport à 2016 (Aisne : −1,97 %, France hors Mayotte : +2,11 %).
| 1793 | 1800 | 1806 | 1821 | 1831 | 1836 | 1841 | 1846 | 1851 |
| ---- | ---- | ---- | ---- | ---- | ---- | ---- | ---- | ---- |
| 371  | 458  | 519  | 577  | 645  | 627  | 654  | 710  | 712  |

| 1856 | 1861 | 1866 | 1872 | 1876 | 1881 | 1886 | 1891 | 1896 |
| ---- | ---- | ---- | ---- | ---- | ---- | ---- | ---- | ---- |
| 712  | 688  | 730  | 809  | 840  | 861  | 826  | 871  | 818  |

| 1901 | 1906 | 1911 | 1921 | 1926 | 1931 | 1936 | 1946 | 1954 |
| ---- | ---- | ---- | ---- | ---- | ---- | ---- | ---- | ---- |
| 800  | 807  | 777  | 525  | 522  | 469  | 441  | 421  | 443  |

| 1962 | 1968 | 1975 | 1982 | 1990 | 1999 | 2006 | 2008 | 2013 |
| ---- | ---- | ---- | ---- | ---- | ---- | ---- | ---- | ---- |
| 380  | 361  | 368  | 370  | 394  | 379  | 392  | 396  | 402  |

| 2018 | 2022 | - | - | - | - | - | - | - |
| ---- | ---- | - | - | - | - | - | - | - |
| 355  | 336  | - | - | - | - | - | - | - |

## Culture locale et patrimoine

### Lieux et monuments
- L'église Saint-Boétien (ermite)
- Le calvaire place de l'Église.
- Le monument aux morts.
- Le kiosque à musique.
- La tour du château de Pierrepont. Le château fut détruit en 1580. Il ne reste qu'une tour encore debout. Flodoard évoque vers 940 un munitio que Michel Bur apparente à une motte[30].

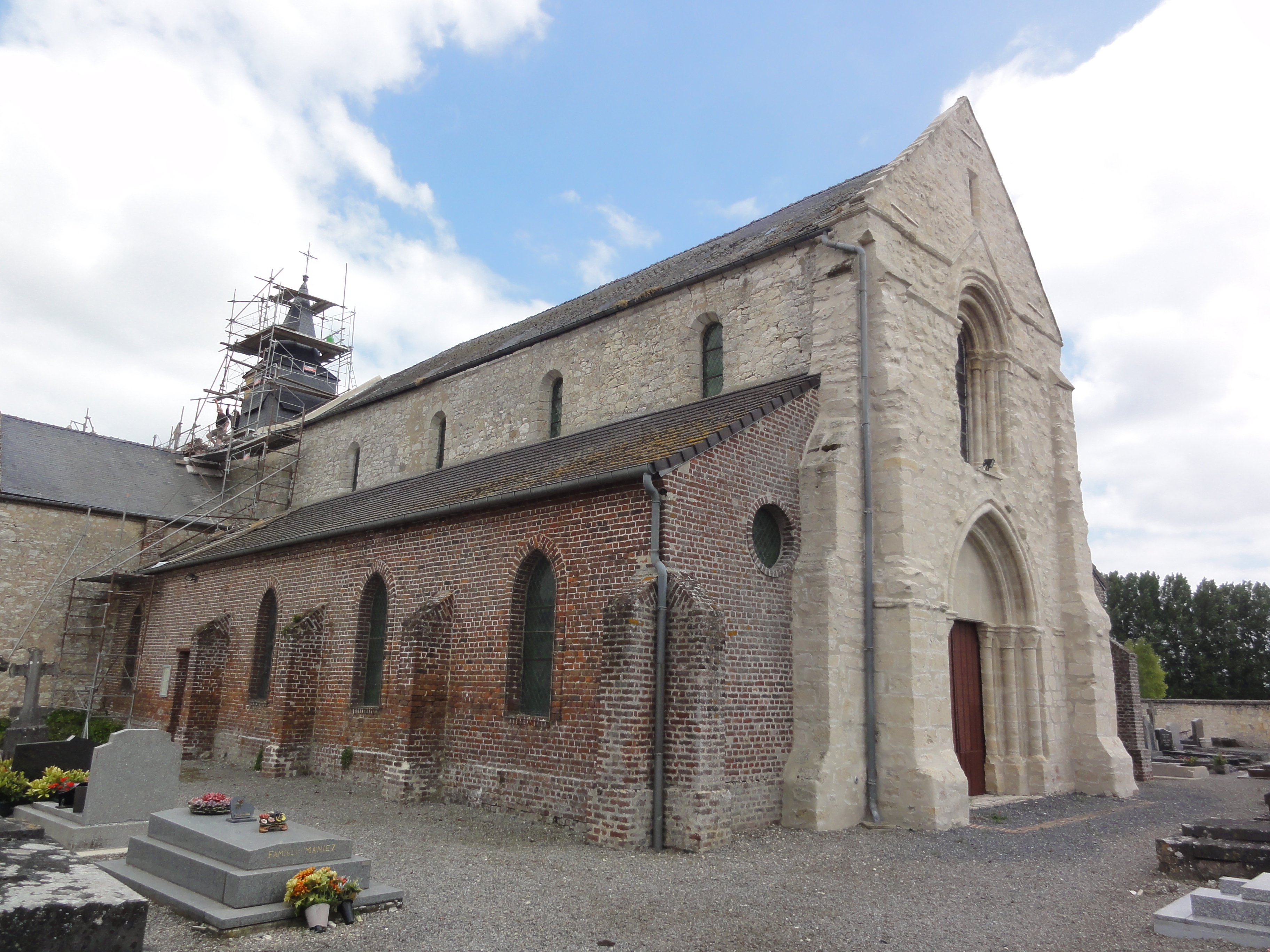
L'église (en travaux, 2014).
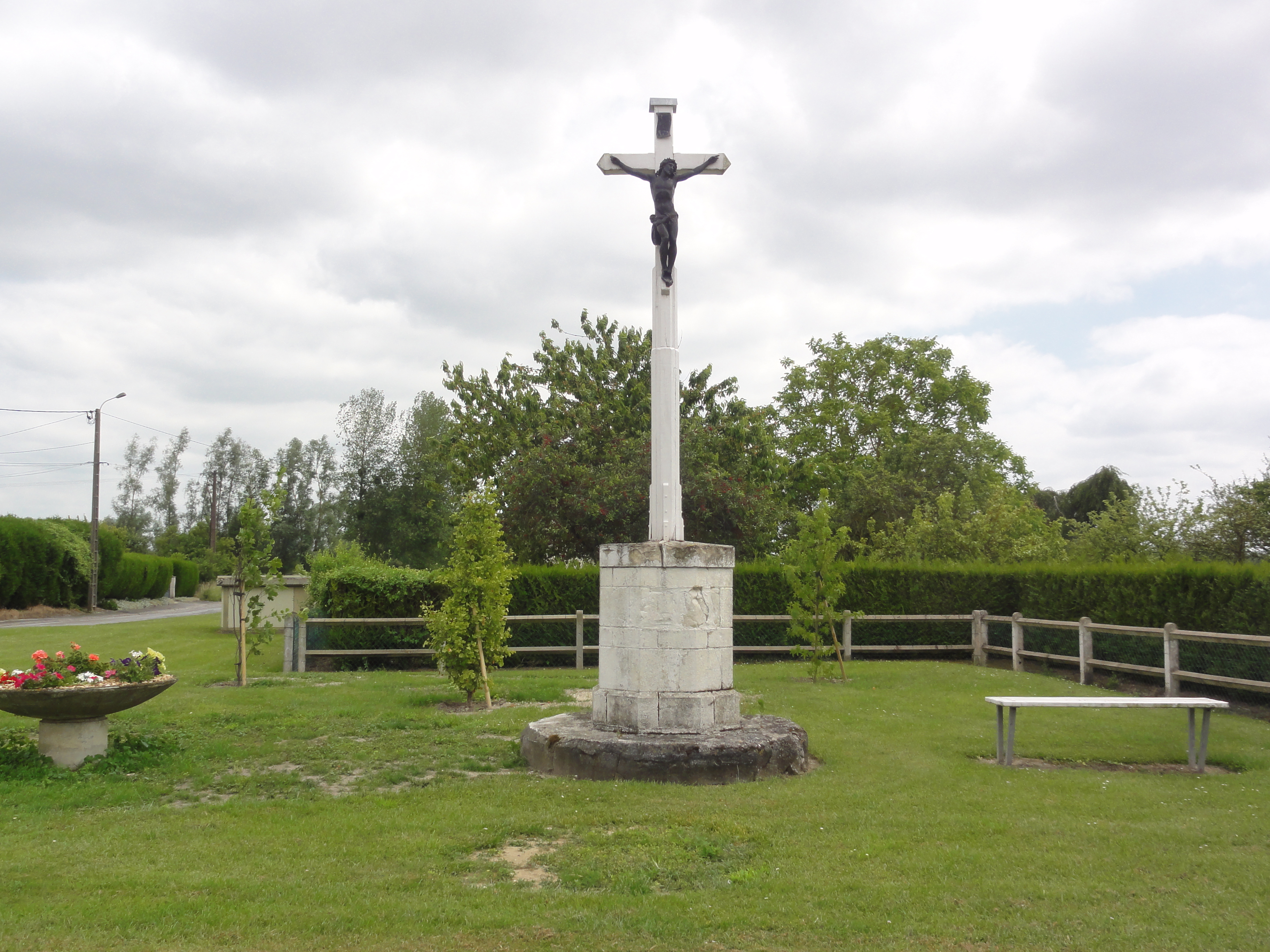
Le calvaire.
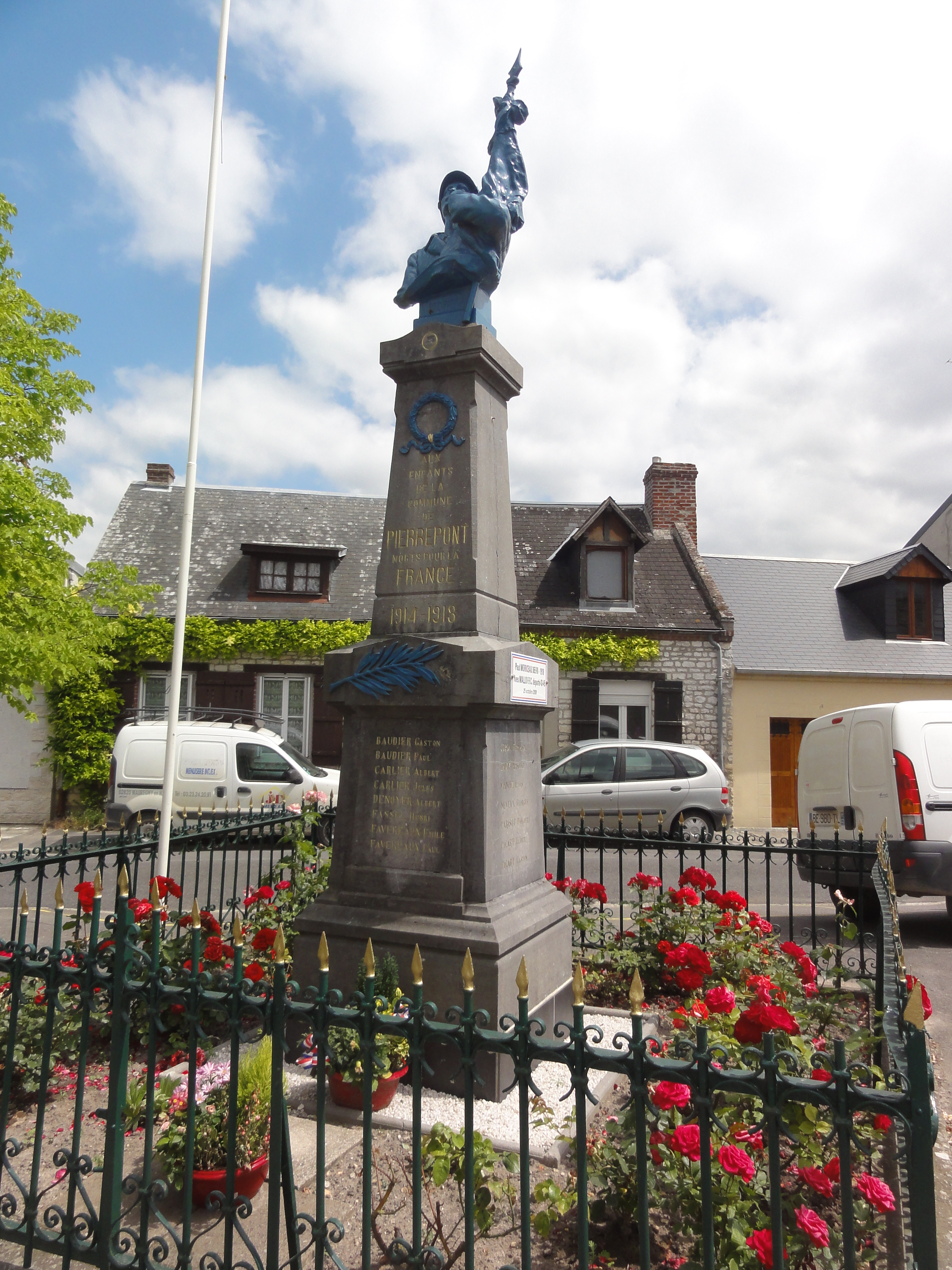
Le monument aux morts.
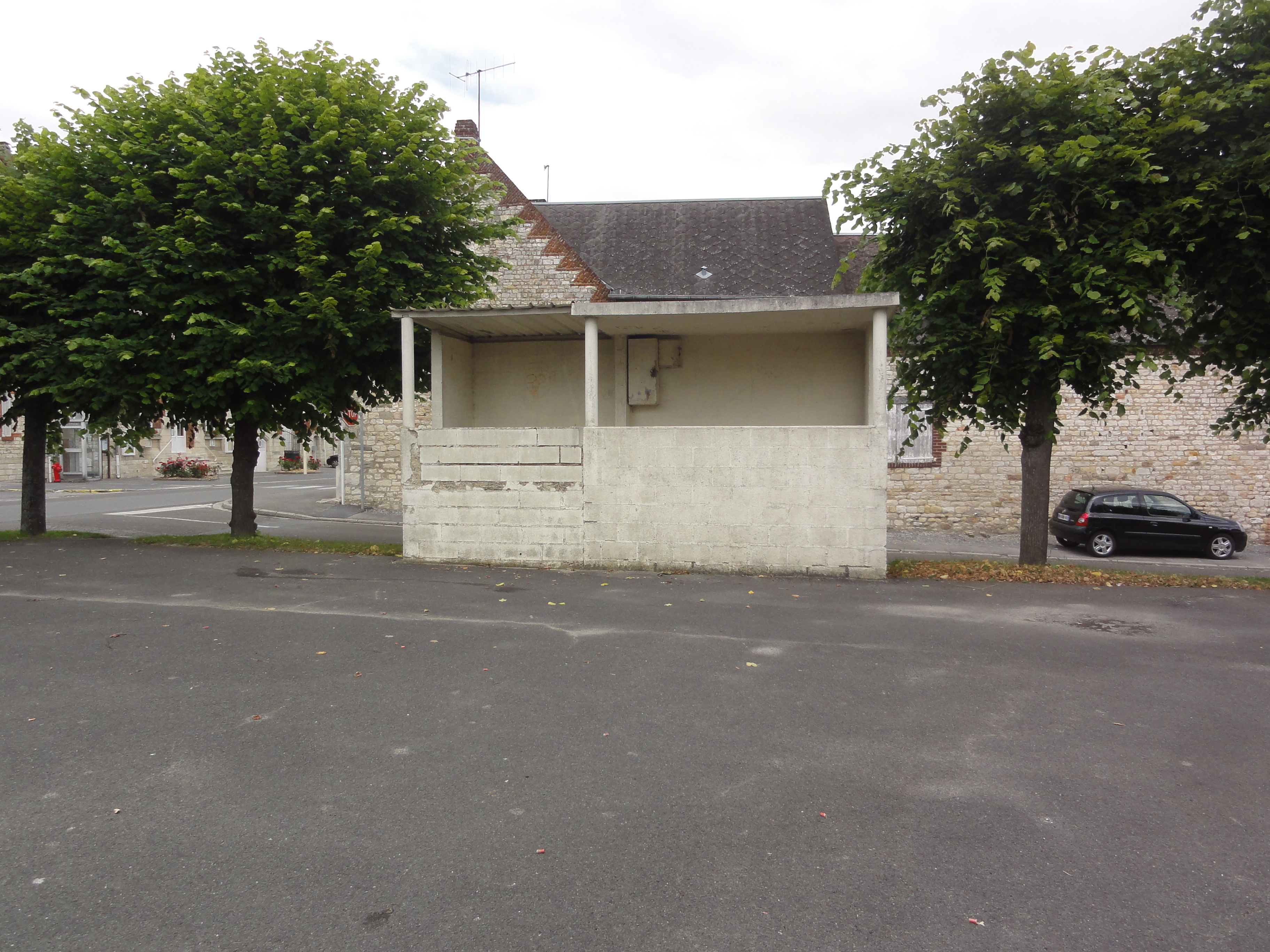
Le kiosque à musique.

### Personnalités liées à la commune
- Jean-Pierre Luc de Lacroix, militaire.

### Héraldique
| Blason de Pierrepont | Blason  | D'azur au pont de trois arches d'argent, maçonné de sable. |
| Blason de Pierrepont | Détails | Le statut officiel du blason reste à déterminer.           |